# Tangara cyanicollis
Tangara cyanicollis là một loài chim trong họ Thraupidae.